# بنو منصور (یمن)
 بنو منصور  به عربی ( بنو الَمنصُور  )، روستایی است در در عزلهٔ (بعدان)، وأعمال اب در ناحیهٔ (السُهمان)، از توابع استان اِب در کشور یمن در شبه جزیره عربستان.

## جمعیت
جمعیت آن (۸۸۵) نفر (۱۹ خانوار) می‌باشد.